# برتراند روبرت
برتراند روبرت (بالفرنسية: Bertrand Robert)‏ (16 نوفمبر 1983 فرنسا - ) هو لاعب كرة قدم فرنسي يلعب كمهاجم.

## روابط خارجية
- برتراند روبرت على موقع قاعدة بيانات كرة القدم.إي يو (الإنجليزية)
- برتراند روبرت على موقع Soccerway.com (الإنجليزية)
- برتراند روبرت على موقع AS.com (الإسبانية)